# 꽃띠 여자
"꽃띠 여자"(Flower Woman)는 한국에서 제작된 노세한 감독의 1979년 드라마, 멜로/로맨스 영화이다. 정희 등이 주연으로 출연하였고 김원두 등이 제작에 참여하였다.

## 출연

### 주연
- 정희
- 김추련
- 하명중
- 문정숙

## 기타
- 조명: 장기종
- 미술: 이명수